# Mont Lucania
Le mont Lucania (en anglais : Mount Lucania) est un sommet du Yukon culminant à plus de 5 240 mètres d'altitude. Le mont Lucania est la deuxième plus haute montagne située entièrement au Canada. Elle est nommée d'après le Lucania, un paquebot britannique de la Cunard Line.